# Butterfly (The Hollies)
Butterfly è un album in studio del gruppo musicale britannico The Hollies, pubblicato nel 1967.

## Tracce
Tutti i brani sono stati scritti da Allan Clarke, Tony Hicks e Graham Nash.
Side 1
1. Dear Eloise – 3:04
2. Away Away Away – 2:19
3. Maker – 2:52
4. Pegasus – 2:38
5. Would You Believe? – 4:08
6. Wishyouawish – 2:04

Side 2
1. Postcard – 2:17
2. Charlie and Fred – 2:56
3. Try It – 3:04
4. Elevated Observations? – 2:32
5. Step Inside – 2:51
6. Butterfly – 2:42

## Versione statunitense
La versione statunitense del disco è intitolata Dear Eloise / King Midas in Reverse e pubblicata da Epic Records nel novembre 1967.

### Tracce
Side 1
1. Dear Eloise – 2:33
2. Wishyouawish – 1:58
3. Charlie and Fred – 2:54
4. Butterfly – 2:41
5. Leave Me – 2:06
6. Postcard – 2:04

Side 2
1. King Midas in Reverse – 3:07
2. Would You Believe – 3:02
3. Away Away Away – 2:19
4. Maker – 2:33
5. Step Inside – 2:52

## Formazione
- Allan Clarke – voce, armonica
- Tony Hicks – chitarra, voce
- Graham Nash – chitarra, voce
- Bobby Elliott – batteria
- Bernie Calvert – basso, tastiera